# Claude Fauchet (biskup)
Claude Fauchet (22. září 1744, Dornes – 31. října 1793, Paříž) byl katolický kněz a zastánce Francouzské revoluce. Stal se ústavním  biskupem, byl členem parlamentu a byl popraven v souvislosti s atentátem na Marata.

## Životopis
Fauchet byl zpočátku učitelem markýze de Choiseul. Později byl knězem v Paříži, než se stal generálním vikářem v Bourges. V letech 1783–1788 zastával titul Prédicateur du Roi.
Byl členem Pařížské komuny a účastnil se útoku na Bastilu na začátku revoluce. Jako podporovatel revoluce vedl v některých pařížských kostelech prorevoluční projevy nebo kázání, což vyvolalo velkou pozornost. V kostele Saint-Jacques pronesl 5. srpna 1789 během bohoslužby modlitbu za mrtvé nalezené po přepadení Bastily. Nejednalo se však o ostatky politických vězňů, ale vojáků z dřívějších staletí. Obhajoval revoluci a označil aristokracii za skutečné odpůrce hnutí. V katedrále Notre-Dame posvětil nové prapory národní gardy. V roce 1789 vydal spis De la Religion Nationale. Založil Cercle Social a psal pro časopis La Bouche de fer. Fauchet byl považován za jednoho z nejmocnějších řečníků revoluce. Během setkání Cercle Social v Notre-Dame kázal evangelium rovnosti. Během této doby reprezentoval univerzalismus založený na Rousseauovi. Toto také vytvořilo jádro jeho Cercle Social. Tvrdil, že před revolucí se všichni řídili zákony původu, po ní se lidé budou řídit základním křesťanským přikázáním univerzální lásky a skutečné svobody a bratrství. Pro mnohé zastánce revoluce však byly Fauchetovy představy příliš idealistické a nereálné. V důsledku toho Cercle Social propagoval v neposlední řadě sociální kolektivismus, který se setkal s nedůvěrou mezi umírněnými silami.
Fauchet byl zvolen ústavním biskupem departementu Calvados. Zde narazil na odpor věřících. Vyslovil se pro právo na svobodné vykonávání náboženství i pro nekatolíky, ale postavil se proti revolučním plánům na zavedení rozvodů a kněžských sňatků.
V roce 1791 se stal členem zákonodárného národního shromáždění a později členem Národního konventu. Byl jedním z iniciátorů agrárního zákona, který počítal se zrušením velkostatků. V roce 1792 byl Robespierrem vyloučen z klubu jakobínů, takže se přiklonil k girondistům. Redigoval Journal des Amis. V parlamentní rozpravě o králův osud Ludvíka XVI. ostře kritizoval, ale neobhajoval trest smrti, ale vyhnanství. Fauchet se také stavěl proti dechristianizaci.
Byl obviněn z toho, že umožnil atentátnici Charlotte Cordayové přístup do Konventu. Cordayová sice popřela Fauchetovu účast na atentátu na Marata, ale protože tomu revoluční tribunál neuvěřil, byl Fauchet spolu s ostatními girondisty odsouzen k trestu smrti a dne 31. října 1793 gilotinován.